# Glândula de Bartholin
As glândulas de Bartholin ou glândulas vestibulares maiores são glândulas alojadas na parede vaginal, duas, com função de efetuar a lubrificação do canal vaginal, preparando-o para o ato sexual. Possuem um tamanho aproximado entre 0,5 e 1,0 cm e estão localizadas profundamente na entrada da vagina (vulva).
As alterações inflamatórias secundárias à infecção local e obstrução do ducto da glândula, formando cistos, são as causas dos problemas mais comuns de queixas relacionadas a doenças destas glândulas.
Os tumores originados nessas glândulas são extremamente raros (carcinoma da glândula de Bartholin).
As obstruções não inflamatórias dos ductos geralmente são de origem traumática, secundárias a traumatismos do períneo, lacerações obstétricas (passagem da criança durante o parto) ou a episiotomia (corte cirúrgico realizado para facilitar a saída do bebê durante o parto).